# Sirah
Sirah, pseudonimo di Sara Elizabeth Mitchell (Long Island, 28 luglio 1988), è una cantante e rapper statunitense, nota per i suoi featuring con Skrillex. Uno di questi, Bangarang, le è valso la vittoria di un Grammy Award per la miglior registrazione dance.

## Biografia
Nonostante una lunga carriera composta da EP e singoli, Sirah non ha mai pubblicato un vero e proprio album, se non il suo primo EP risalente al 2007, Clean Windows Dirty Floors, in collaborazione con Dj Hoppa. Nel 2010 avviene la prima collaborazione col dj Skrillex, "Weekends!!!, uscito per il primo ep dell'artista, "My Name Is Skrillex": non mancheranno le collaborazioni col dj, che la richiamerà per l'album Bangarang nei singoli Kyoto e Bangarang: quest'ultimo ha valso ad entrambi, nel 2012, un Grammy Award per la migliore canzone dance/elettronica.
Gli anni più attivi dell'artista, per quanto riguarda gli EP saranno il 2012 e il 2013, che vedono la pubblicazione di C.U.L.T. Too Young To Die e Inhale, lavori in cui l'artista si immerge in un pop rap mischiato con basi synth pop e talvolta dubstep. Dal 2015 in avanti ha in particolare Shots che vede la partecipazione di Demi Lovato nel video ufficiale. Con quest'ultima ha collaborato nel brano musicale Waitin For You, incluso nell'album Confident, per il quale le due hanno girato anche un video musicale.

## Vita privata
Poco prima della fama, Sirah è stata arrestata all'età di 15 anni, per dei graffiti, presso Los Angeles.
L'artista ha un longevo rapporto d'amicizia con la cantautrice Demi Lovato, alla quale ha prestato assistenza nel periodo successivo all'overdose del 2018.

## Discografia

### EP
- 2007 – Clean Windows Dirty Floors
- 2011 – Trick'd (non accreditato)
- 2013 – Inhale

### Mixtape
- 2012 – C.U.L.T. Too Young To Die

### Singoli
- 2017 – Deadbeat (feat. Skrillex)
- 2017 – Say My Name
- 2017 – U R OK (con Visitor e O'neill Hudson)
- 2018 – Shots
- 2018 – Sinner
- 2019 – Room
- 2019 – Vans
- 2020 – Pennylane

### Collaborazioni
- 2010 – Weekends!!! (Skrillex feat. Sirah)
- 2012 – Bangarang (Skrillex feat. Sirah)
- 2015 – Memories (KSHMR e Bassjackers feat. Sirah)